# Phù Ninh
Phù Ninh là một huyện nằm ở phía đông bắc tỉnh Phú Thọ, Việt Nam.

## Địa lý

### Vị trí địa lý
Huyện Phù Ninh nằm ở phía đông bắc của tỉnh Phú Thọ, nằm cách thành phố Việt Trì khoảng 15 km về phía đông bắc, cách trung tâm thủ đô Hà Nội khoảng 102 km, có vị trí địa lý:
- Phía đông giáp huyện Sông Lô, tỉnh Vĩnh Phúc và huyện Sơn Dương, tỉnh Tuyên Quang
- Phía tây giáp thị xã Phú Thọ và huyện Thanh Ba
- Phía nam giáp thành phố Việt Trì và huyện Lâm Thao
- Phía bắc giáp huyện Đoan Hùng.

### Điều kiện tự nhiên

#### Địa hình
Có hướng dốc chính từ tây bắc xuống đông nam, độ dốc từ 3 – 25⁰, chủ yếu là đồi núi thấp.

#### Khí hậu
Huyện có nhiệt độ trung bình năm là 23,5 °C, số giờ nắng trung bình cả năm là 1.353 giờ, lượng mưa trung bình năm là 1.674 mm, độ ẩm trung bình 86%.

#### Dân số
Theo thống kê năm 2019, huyện Phù Ninh có diện tích 156,37 km², dân số là 111.011 người, mật độ dân số đạt 710 người/km². 6,3% dân số theo đạo Thiên Chúa.

#### Tài nguyên thiên nhiên
Tài nguyên đất: tổng diện tích đất tự nhiên của huyện là 18.337 ha, trong đó có 63,32% là đất đồi núi, đất nông nghiệp là 8.981 ha, đất lâm nghiệp là 4.149 ha, đất chuyên dùng là 2.402 ha, đất ở 675 ha, đất chưa sử dụng là 2.431 ha.
Nguồn nước: địa bàn huyện có sông Lô chạy dọc bao bọc phía Đông dài 36 km; có 4 trục ngòi tiêu chính phân bổ tương đối đồng đều dọc theo chiều dài của huyện (ngòi Đầu, ngòi Tiên Du, ngòi Mên và ngòi Chanh), có 120 hồ đập vừa và nhỏ.
Tài nguyên khoáng sản: trên địa bàn huyện có mỏ đá Trị Quận, cát sỏi sông Lô trữ lượng tương đối lớn.

## Lịch sử
Ngày 8 tháng 9 năm 1891, ba huyện Phù Ninh, Sơn Vi, Thanh Ba thuộc phủ Lâm Thao, tỉnh Sơn Tây được nhập vào tỉnh Hưng Hóa.
Thời kỳ 1903 - 1968, huyện Phù Ninh thuộc tỉnh Phú Thọ. Thời kỳ 1968 - 1996, huyện Phù Ninh thuộc tỉnh Vĩnh Phú.
Ngày 6 tháng 5 năm 1963, sáp nhập ba xã Tiêu Sơn, Vân Đồn và Minh Tiến thuộc huyện Phù Ninh vào huyện Đoan Hùng; sáp nhập hai xã Nhuận Chi và Tiên Phú thuộc huyện Lâm Thao vào huyện Phù Ninh.
Sau năm 1975, huyện Phù Ninh có 26 xã: An Đạo, Bảo Thanh, Bình Bộ, Chân Mộng, Gia Thanh, Hạ Giáp, Hùng Lô, Kim Đức, Liên Hoa, Minh Phú, Phú Hộ, Phú Lộc, Phú Mỹ, Phú Nham, Phù Lỗ, Phù Ninh, Phượng Lâu, Tiên Du, Trạm Thản, Tiên Phú, Trị Quận, Trung Giáp, Tử Đà, Vân Phú, Vĩnh Phú, Vụ Quang.
Theo Quyết định số 178-CP ngày 5 tháng 7 năm 1977 của Hội đồng Chính phủ, huyện Phù Ninh sáp nhập với huyện Lâm Thao thành huyện Phong Châu. Riêng 2 xã Vân Phú, Phượng Lâu sáp nhập vào thành phố Việt Trì và 7 xã Liên Hoa, Phú Mỹ, Trạm Thản, Tiên Phú, Minh Phú, Chân Mộng, Vụ Quang sáp nhập vào huyện Sông Lô mới thành lập.
Ngày 26 tháng 2 năm 1980, thành lập thị trấn Phong Châu, thị trấn huyện lỵ huyện Phong Châu trên cơ sở điều chỉnh một phần diện tích và dân số của các xã Phù Lỗ và Phú Nham.
Ngày 22 tháng 12 năm 1980, chuyển 4 xã Liên Hoa, Phú Mỹ, Trạm Thản, Tiên Phú của huyện Sông Lô vừa giải thể về huyện Phong Châu (riêng 3 xã: Chân Mộng, Minh Phú, Vụ Quang lúc này thuộc huyện Đoan Hùng vừa tái lập).
Ngày 13 tháng 1 năm 1989, sáp nhập xã Phù Lỗ vào thị trấn Phong Châu.
Ngày 6 tháng 11 năm 1996, huyện Phong Châu thuộc tỉnh Phú Thọ vừa tái lập.
Ngày 28 tháng 5 năm 1997, chuyển xã Phú Hộ thành thị trấn Phú Hộ.
Ngày 24 tháng 7 năm 1999, Chính phủ ban hành Nghị định 59/1999/NĐ-CP. Theo đó, chia lại huyện Phong Châu thành hai huyện Lâm Thao và Phù Ninh.
Huyện Phù Ninh có 2 thị trấn: Phong Châu (huyện lỵ), Phú Hộ và 19 xã: An Đạo, Bảo Thanh, Bình Bộ, Gia Thanh, Hạ Giáp, Hùng Lô, Kim Đức, Liên Hoa, Phú Lộc, Phú Mỹ, Phú Nham, Phù Ninh, Tiên Du, Tiên Phú, Trạm Thản, Trị Quận, Trung Giáp, Tử Đà, Vĩnh Phú.
Ngày 1 tháng 4 năm 2003, chuyển thị trấn Phú Hộ về thị xã Phú Thọ quản lý.
Năm 10 tháng 11 năm 2006, chuyển 2 xã Hùng Lô và Kim Đức về thành phố Việt Trì quản lý.
Ngày 19 tháng 1 năm 2009, thành lập xã Lệ Mỹ trên cơ sở điều chỉnh một phần diện tích và dân số của xã Phú Mỹ.
Ngày 1 tháng 1 năm 2020, sáp nhập 3 xã Vĩnh Phú, Bình Bộ, Tử Đà thành xã Bình Phú.
Huyện Phù Ninh có 1 thị trấn và 16 xã như hiện nay.

## Hành chính
Huyện Phù Ninh có 17 đơn vị hành chính cấp xã trực thuộc, bao gồm thị trấn Phong Châu (huyện lỵ) và 16 xã: An Đạo, Bảo Thanh, Bình Phú, Gia Thanh, Hạ Giáp, Lệ Mỹ, Liên Hoa, Phú Lộc, Phú Mỹ, Phú Nham, Phù Ninh, Tiên Du, Tiên Phú, Trạm Thản, Trị Quận, Trung Giáp.

## Giao thông
Huyện có tuyến giao thông 16 km Quốc lộ 2 đi qua, ngoài ra có rất nhiều đường giao thông liên tỉnh, liên huyện. Là huyện nằm giữa 3 trung tâm kinh tế của tỉnh Phú Thọ là thành phố Việt Trì, thị xã Phú Thọ và huyện Lâm Thao, hầu như mọi hàng hóa đi từ 3 trung tâm này ra các huyện khác của tỉnh Phú Thọ đều đi qua huyện Phù Ninh. Ngoài ra còn có đường cao tốc Nội Bài – Lào Cai đi qua đã được đưa vào khai thác và có dự án đường cao tốc Tuyên Quang – Phú Thọ đi qua đang được xây dựng.

## Làng nghề
Một số làng nghề xưa và làng nghề thủ công truyền thống của huyện như:
- Nghề làm nón thôn Rền
- Nuôi rắn ở Khuôn Dậu
- Trồng hoa làng Thượng
- Trồng cây cảnh An Mỹ
- Làng nghề chè Chùa Tà
- Làm bún, bánh ở xóm Chùa (Phú Nham)